# Listed building

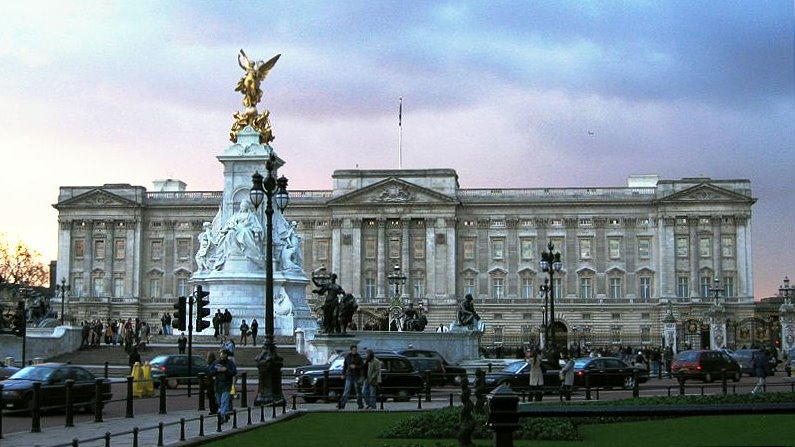
Buckinghamský palác je památka stupně I

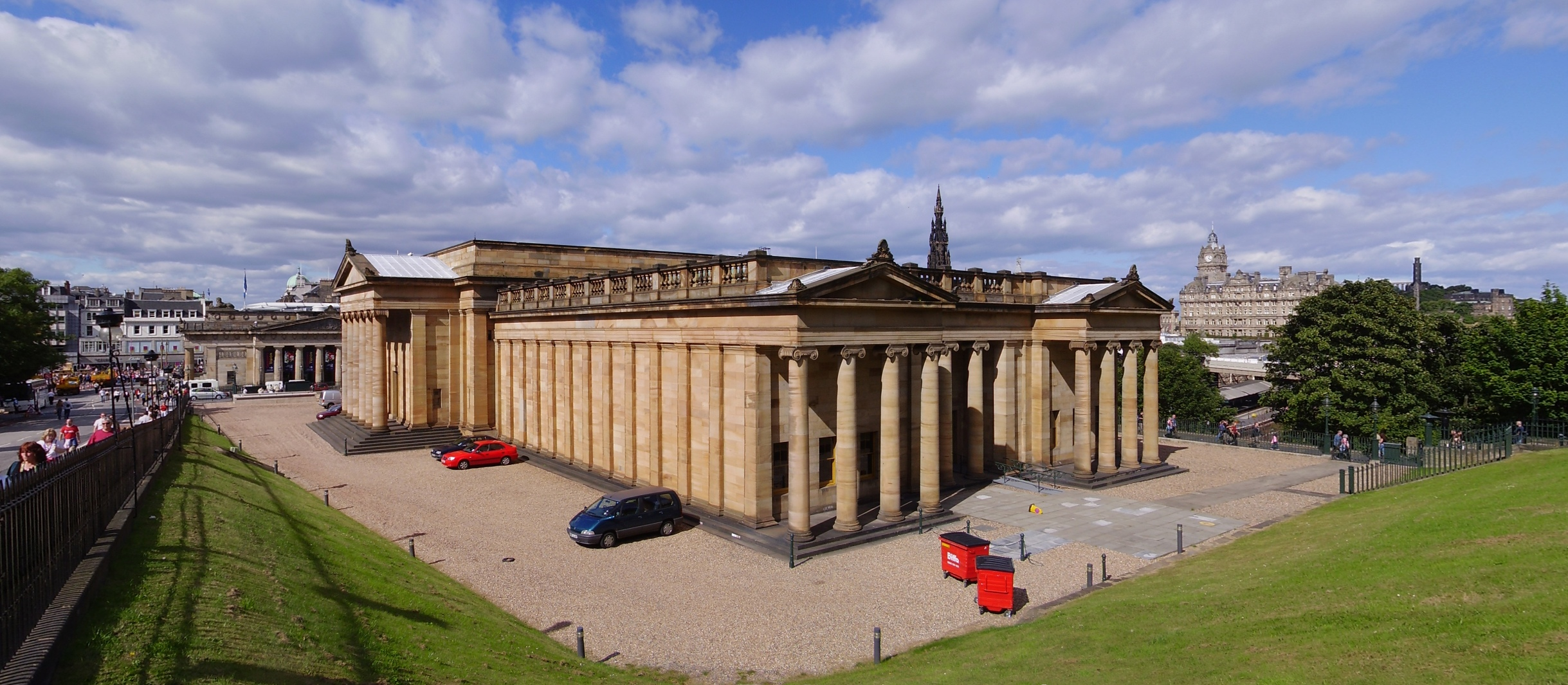
National Gallery of Scotland je památkou kategorie A

Listed building (česky Památkově chráněná budova) je ve Spojeném království označení pro stavbu, která se nachází na Zákonném seznamu budov zvláštního architektonického nebo historického významu (anglicky Statutory List of Buildings of Special Architectural or Historic Interest). Tento status má přibližně půl milionu staveb.
Budova uvedená na seznamu nesmí být zbořena, rozšířena či upravena bez zvláštního povolení místního plánovacího úřadu. Vlastníci těchto budov jsou za jistých okolností povinni je opravovat a udržovat. Pokud tak nečiní nebo provádí nepovolené úpravy, hrozí jim trestní stíhání.
Navzdory pojmu listed building (česky budova nebo stavba) jsou na seznamu kromě budov také mosty, monumenty, sochy, památníky a dokonce i přechod pro chodce. Starověké, válečné a neobydlené objekty (například Stonehenge) mají někdy namísto tohoto statusu označení scheduled monument, tedy doslova plánovaná památka, a jsou chráněny starší legislativou. Odlišný způsob ochrany funguje pro kulturní krajiny jako jsou parky či zahrady.
Systémy se v různých zemích, ale i regionech Spojeného království mírně liší.

## Anglie a Wales
V Anglii a Walesu jsou tři různé statusy chráněných památek:
- stupeň I – budovy mimořádného významu (anglicky buildings of exceptional interest)
- stupeň II* – zvláště významné stavby, které jsou více než zvláštního významu (anglicky particularly important buildings of more than special interest)
- stupeň II – budovy zvláštního významu, které si zaslouží maximální úsilí o jejich zachování (anglicky buildings that are of special interest, warranting every effort to preserve them)

V březnu 2010 bylo na seznamu cca 374 000 anglických památek, z nichž 92 % tvořil stupeň II, 5,5 % stupeň II* a 2,5 % stupeň I. Dříve existoval také neuzákoněný stupeň III, ten byl ale v roce 1970 definitivně zrušen. Do roku 1977 se pro anglikánské kostely používaly stupně A, B a C, které přibližně odpovídaly běžným I, II* a II.
Ve Walesu bylo v roce 2005 asi 30 000 chráněných staveb.

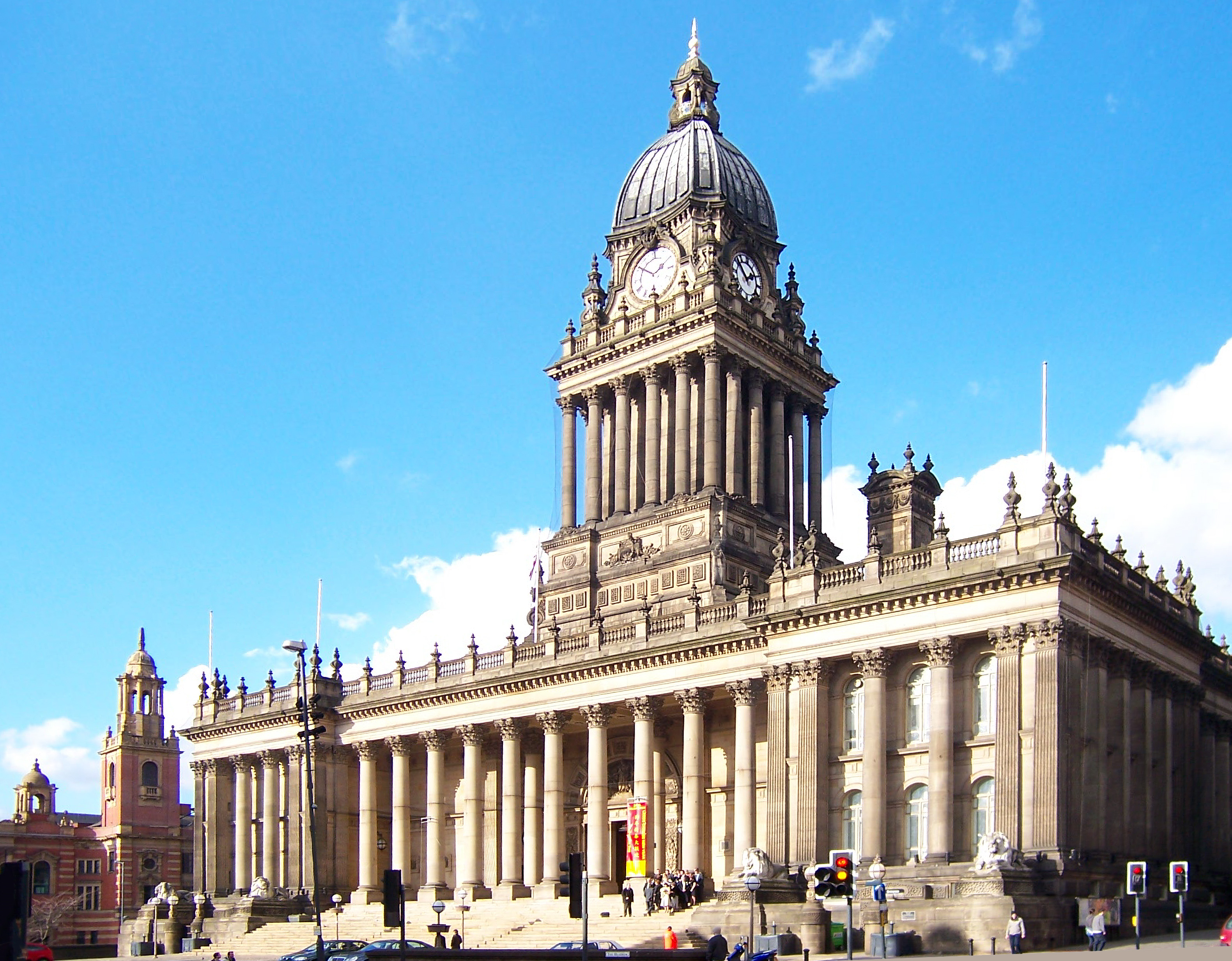
Radnice v Leeds (I)
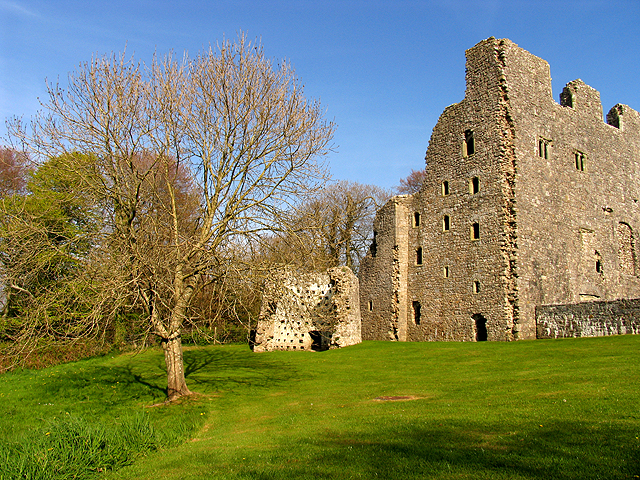
Oxwich Castle ve Walesu (I)
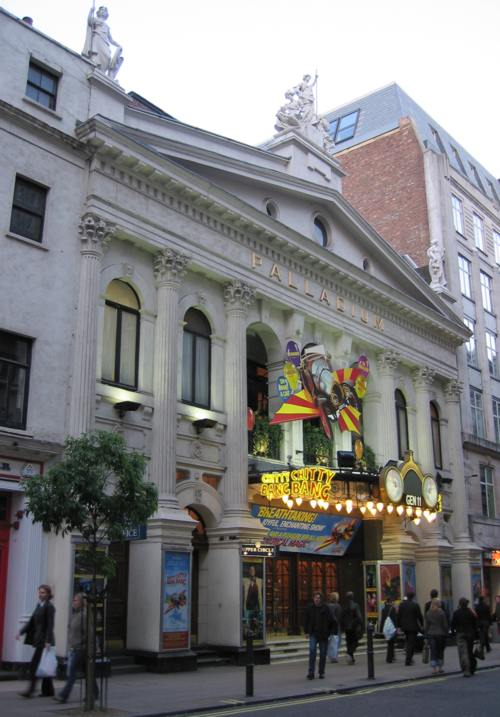
Divadlo London Palladium (II*)
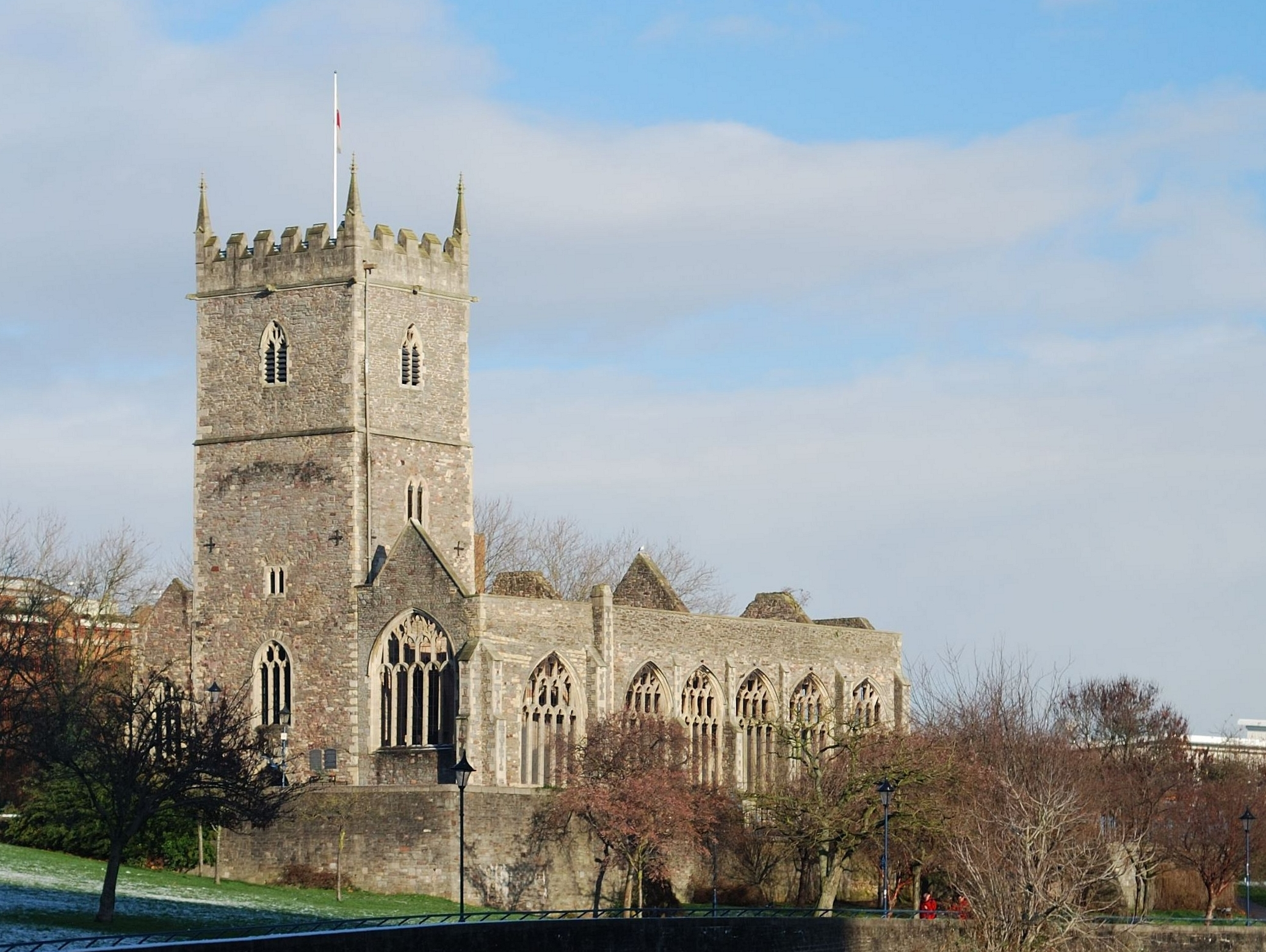
Kostel svatého Petra v Bristolu (II*)
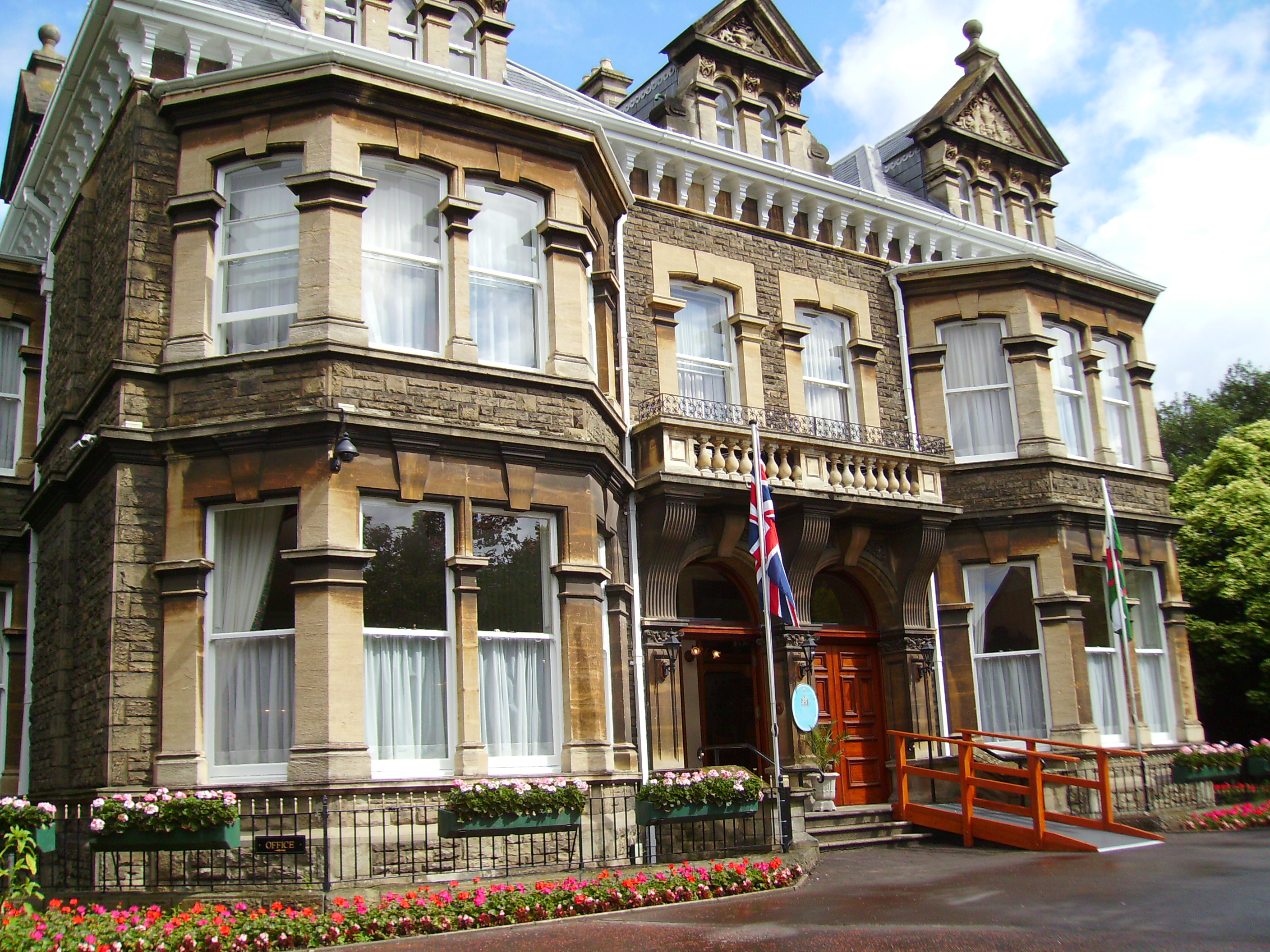
Mansion House v Cardiffu (II)

## Skotsko
Ve Skotsku je schéma ochrany následovné:
- kategorie A – stavby národního významu, architektonického nebo historického, nebo dobře zachovalé příklady určitého období či stylu
- kategorie B – stavby regionálního významu nebo hlavní příklady určitého období či stylu, nemusí být příliš zachovalé
- kategorie C(s) – stavby místního významu a jednoduché tradiční budovy, dobře seskupené s těmi z kategorií A a B

Roku 2009 bylo ve Skotsku okolo 47 400 památek rozdělených takto: cca 8 % kategorie A, 51 % kategorie B a zbytek kategorie C(s).

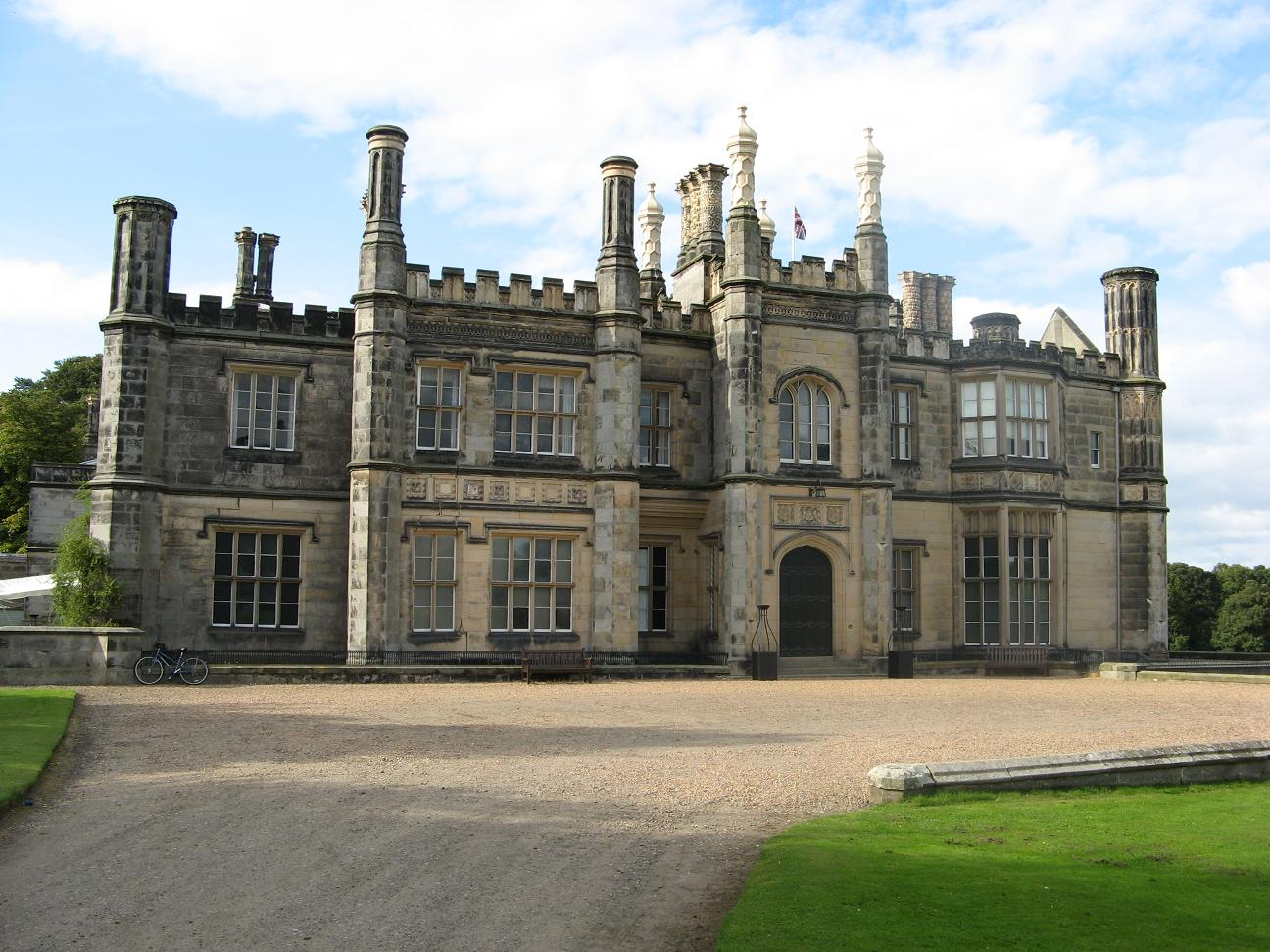
Dalmeny House u Edinburghu (A)
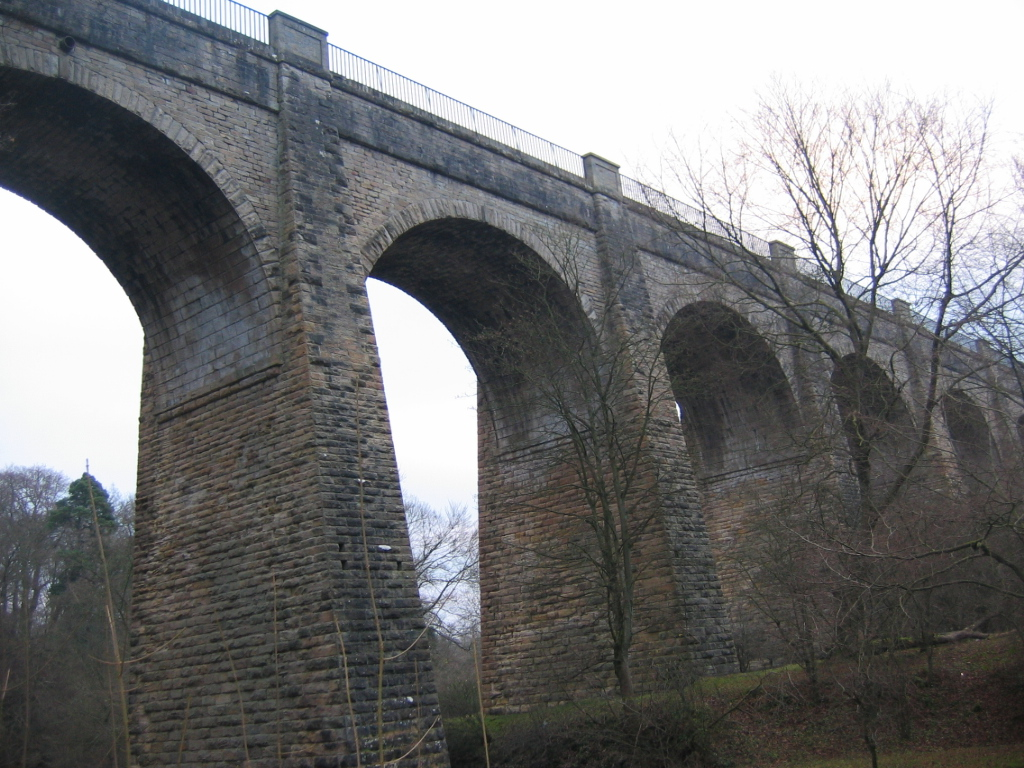
Akvadukt přes řeku Avon (A)
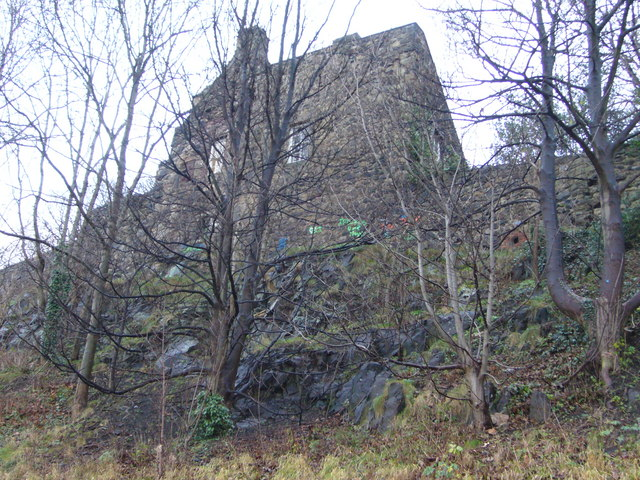
Edinburský Lochend Castle (B)
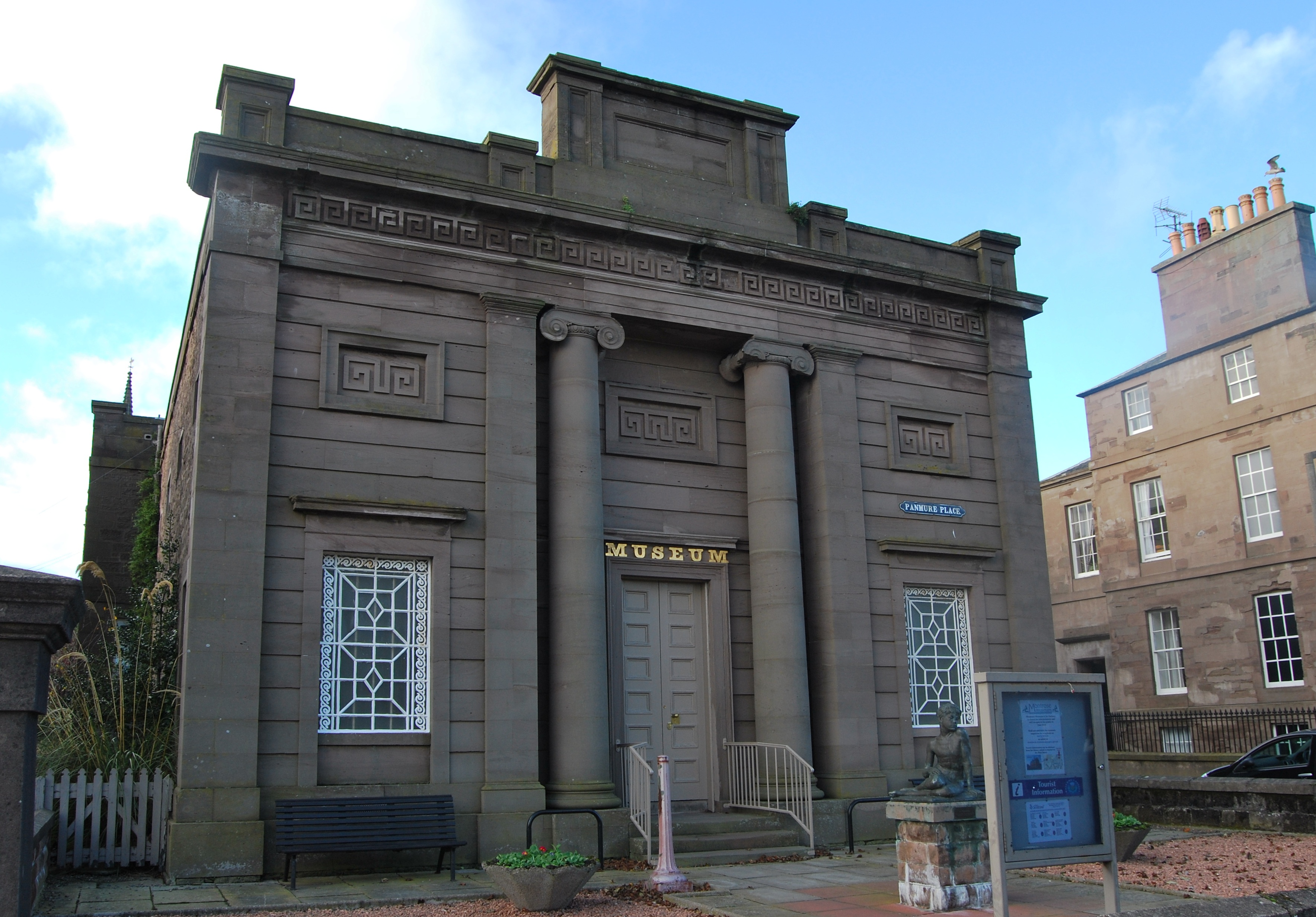
Muzeum v Montrose (B)
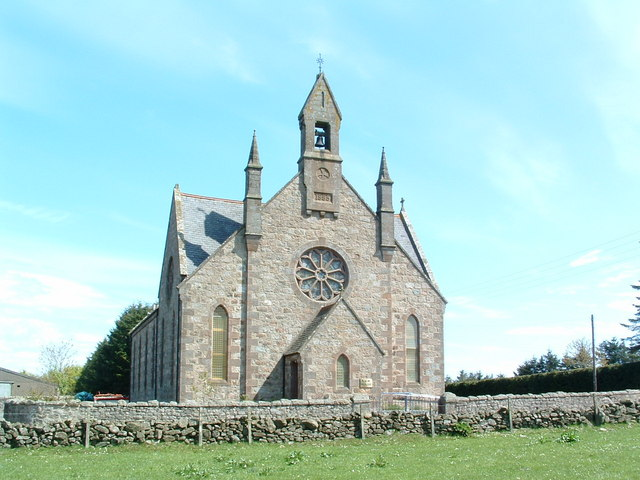
Cookney Church v Aberdeenshiru (C)

## Severní Irsko
Stejně jako v Anglii a Walesu existují i v Severním Irsku tři stupně ochrany:
- stupeň A – stavby národního významu, ať už vynikající architektonická díla nebo velmi dobře zachovalé příklady určitého období a stylu
- stupeň B+ – stavby, které kvůli některým nedostatkům nedosahují stupně A, ale současně obsahují rysy (případně historický význam), jež jsou nad standardem stupně B
- stupeň B – stavby místního významu a zachovalé příklady určitého období či stylu

Od roku 1987 je stupeň B rozdělen na B1 u budov jež byly zařazeny na základě většího množství znaků a naopak B2. V období 2009/10 bylo v Severním Irsku 8 424 památek označených jako listed building, většina z nich byla stupně B.

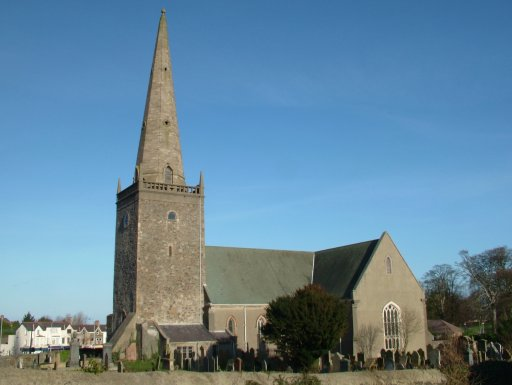
Bangor Abbey v hrabství Down (A)
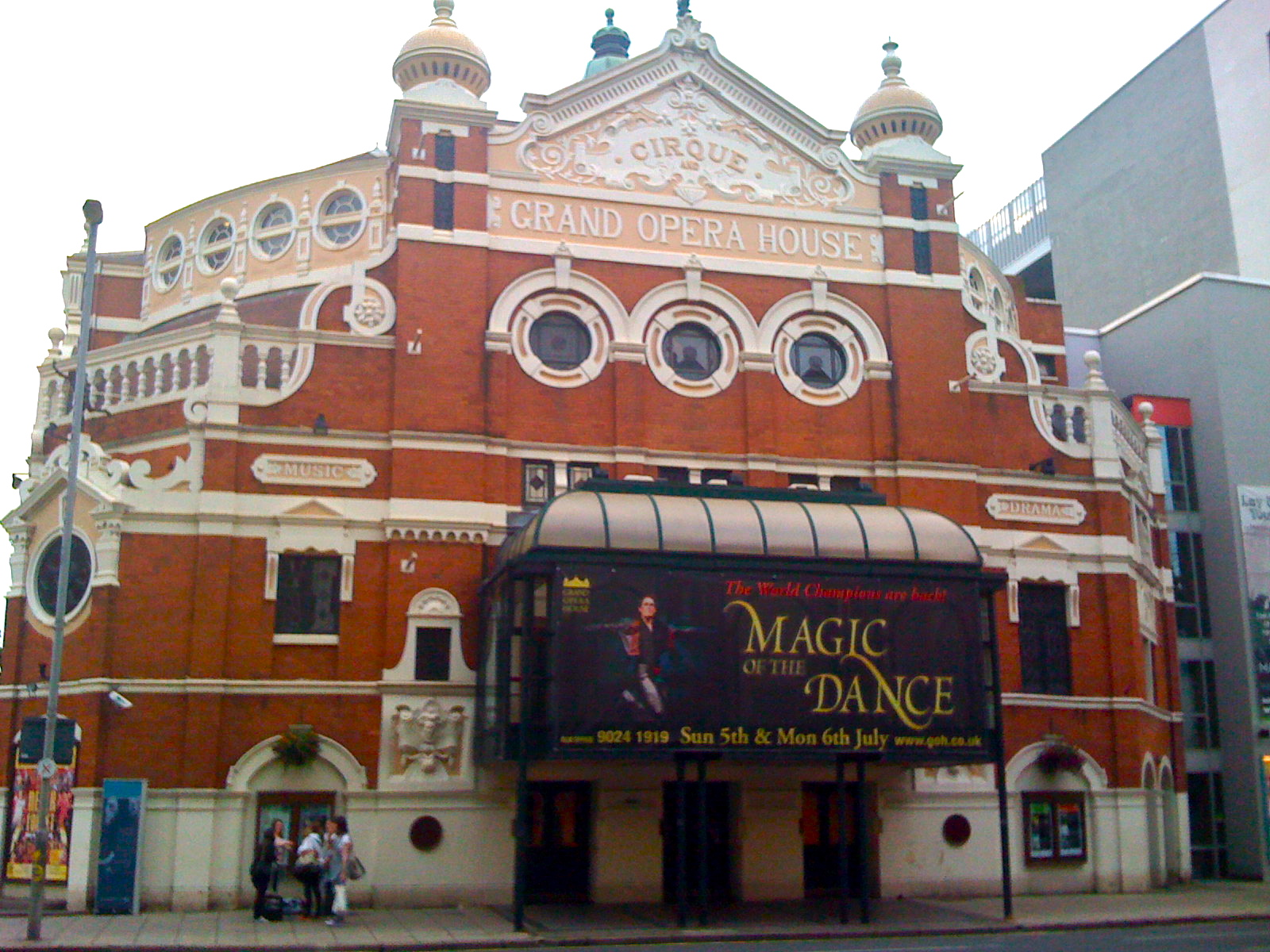
Grand Opera House v Belfastu (A)
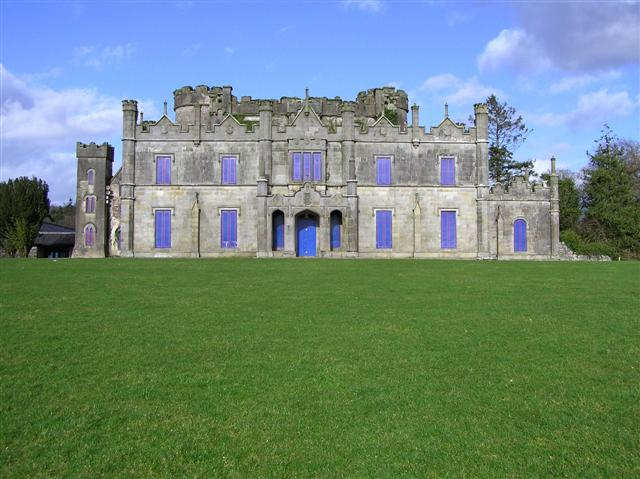
Hrad Necarne v hrabství Fermanagh (B+)
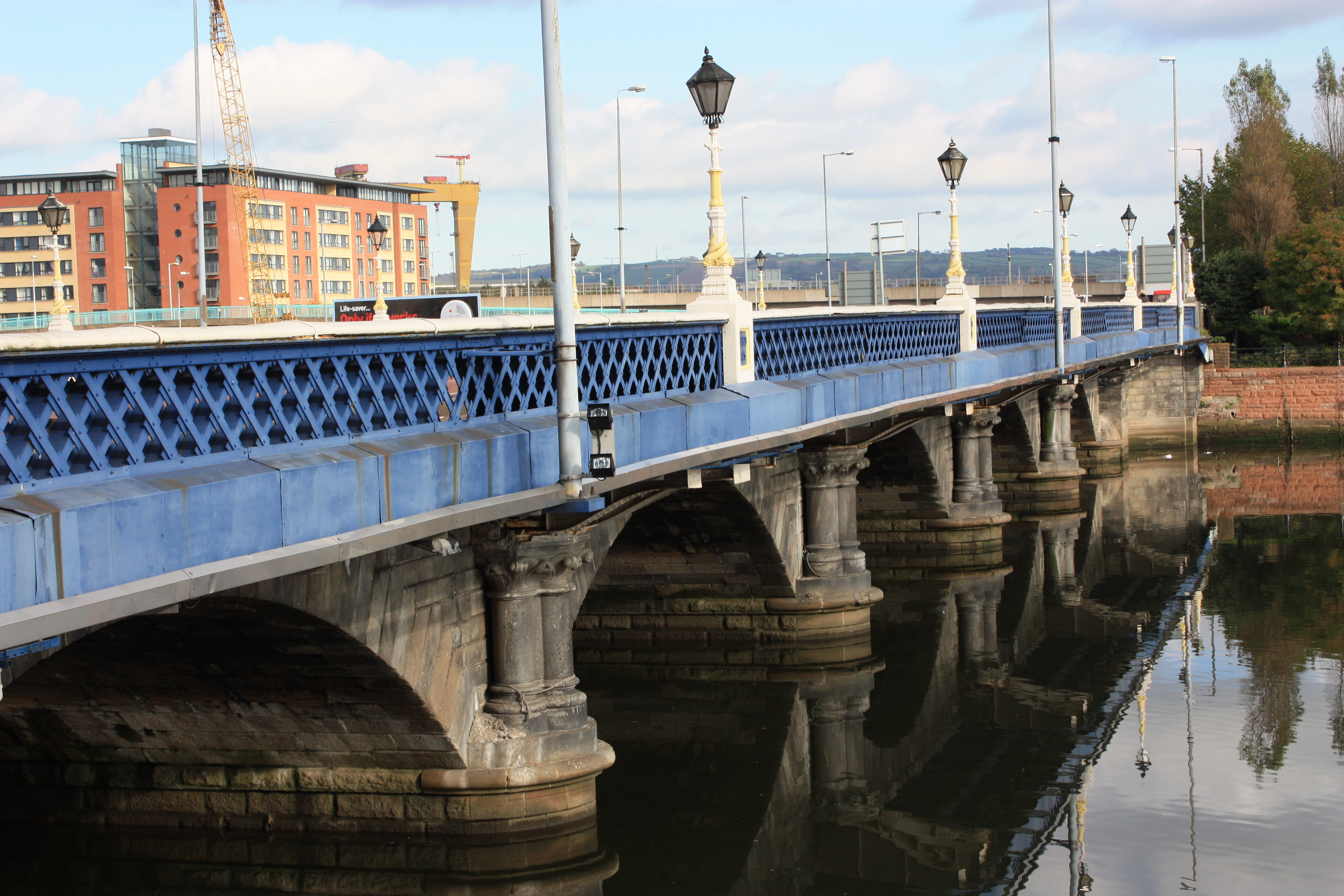
Queen's Bridge v  Belfastu (B+)
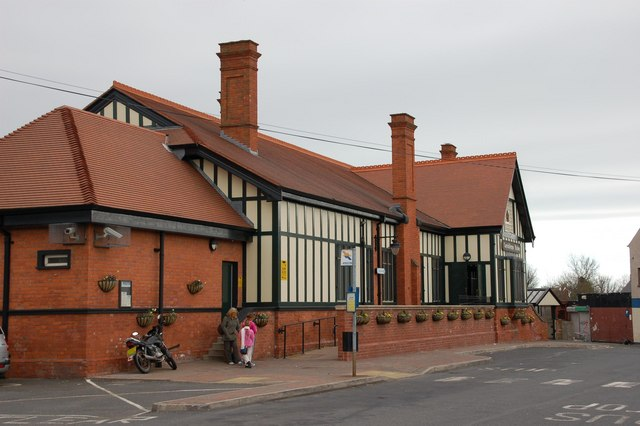
Železniční stanice Carrickfergus (B)